# Лапушник
Лапушник — концентрационный лагерь, находившийся возле города Глоговац в центральном Косове, в период войны в Косово. Лагерь использовался Армией освобождения Косова для запугивания, содержания под стражей и убийства сербов и тех албанцев, которые отказывались сотрудничать с АОК или оказывали ей сопротивление невоенными средствами.

## История
В начале 1998 года использовался частями Армии Освобождения Косово под командованием Фатмира Лимая и Исака Муслиу для незаконного содержания в течение длительных периодов времени сербов и албанцев
из Глоговаца, Штимле и Липляна. 25 или 26 июля лагерь был оставлен в связи с наступлением югославской армии на Лапушник.

## Расследование Международного трибунала
В 2003 году Международный трибунал по бывшей Югославии предъявил обвинения Фатмиру Лимайу, Исаку Муслиу и Харадину Бала. В ноябре 2005 все подследственные, кроме Харадина Бала, были признаны невиновными и выпущены. Харадин Бала был осуждён на 13 лет за жестокое обращение, преследование по политическим, расовым или религиозным мотивам, убийства, изнасилования и за его усилия по созданию и поддержанию нечеловеческих условий в лагере.
Точное число заключённых, содержавшихся в лагере, как и количество погибших там неизвестно. Есть данные о как минимум 23 убитых (9 были казнены в горах Бериша Харадином Бала и двумя другими охранниками).